# David Benjamin Tomlinson
David Benjamin Tomlinson (14 agosto ...) è un attore canadese, noto per aver interpretato il personaggio di Linus nella serie televisiva Star Trek: Discovery.

## Biografia
L'esordio cinematografico di David Benjamin Tomlinson avviene nel 2004, quando interpreta una piccola parte (un giocatore del team finlandese), nel film Miracle, diretto da Gavin O'Connor e interpretato da Kurt Russell, nella parte dell'allenatore Herb Brooks, che racconta la storia vera della vittoria della nazionale di hockey su ghiaccio statunitense contro l'equivalente sovietica alle Olimpiadi invernali del 1984, soprannominata "miracolo sul ghiaccio".
Nel 2013 tiene un reading dell'opera teatrale Gash, con la regia di Clinton Walker, al fianco di Bruce Beaton, Elley-Ray Hennessy, Moynan King, Shane MacKinnon, Carolyn Taylor e Ryan Kelly, al Glad Day Bookshop di Toronto. Tra il 2015 e il 2018 è coprotagonista, nella parte di David, oltre che produttore e sceneggiatore, della webserie The Writers' Block, al fianco di Aurora Browne, comparendo in tutti e venti gli episodi che compongono le due stagioni della serie. La serie racconta le avventure di un gruppo di sceneggiatori chiuso in un piccolo ufficio che deve seguire il lancio di una serie televisiva sgangherata. La serie, nata da un'idea di David Benjamin Tomlinson e Matt Watts, riflette le esperienze reali degli autori nella stanza degli sceneggiatori.
Tra il 2016 e il 2019 è a teatro con la commedia Blind Date di Rebecca Northan, al Centaur Theatre di Montréal, presentata in due versioni, quella "etero" e quella queer, dove David Bengamin Tomlinson interpreta il protagonista, il clown Mathieu, che ha un appuntamento con Thom.
Nel 2017 entra nel cast di Star Trek: Discovery, sesta serie live action del franchise di fantascienza Star Trek e prima del cosiddetto Expanded Universe, interpretando numerosi alieni, tra cui alcuni klingon, alcuni kelpiani e il betelgeusiano Cosmo Traitt. A partire dalla seconda stagione della serie, inizia a interpretare il personaggio ricorrente di un ufficiale di plancia, il tenente sauriano Linus, che serve a bordo della USS Discovery, sotto il comando di Christopher Pike, Saru e Michael Burnham. Per la parte viene fatto uso di un trucco prostetico che rende l'attore irriconoscibile (i sauriani assomigliano a pesci), il che comporta un trucco particolarmente lungo, normalmente di due ore al giorno, a partire dalle 4:30 del mattino. Tomlinson si è espresso molto positivamente riguardo al cast e all'ambiente di lavoro che, seppure molto impegnativo, è divertente e coinvolgente, e ha affermato di aver trovato un amico nell'attore Doug Jones che, anch'egli, è duramente impegnato nel trucco richiedendo il suo personaggio, il kelpiano Saru, un trucco altrettanto elaborato. L'attore rimane nella serie fino alla sua conclusione, prestando inoltre la voce al personaggio di Linus anche nella serie antologica Star Trek Logs. Tomlinson recita inoltre in altre due produzione dell'Expanded Universe di Star Trek, interpretando un kelpiano del villaggio di Saru, nell'episodio La stella più brillante (The Brightest Star, 2018) della serie televisiva antologica Star Trek: Short Treks, e un giudice tellarita nell'episodio Ad astra per aspera (2023), della serie televisiva Star Trek: Strange New Worlds.
Nel giugno del 2023, David Benjamin Tomlinson, è protagonista della pièce Fagnificent al Bat Time Theatre di Toronto, una commedia sul significato di essere un gay di mezz'età, che comprende no scontro con la mamma a Natale, l'amicizia con i fratelli e un gioco di ruolo a tema vampiresco finito male. Nell'ottobre dello stesso anno prende parte alla messa in scena di Greg's Cookies, una commedia queer a tema LGBTQ+ scritta da Sky Gilbert, nel quale interpreta Greg, il fondatore del locale che dà il titolo all'opera. La commedia trae spunto dalla storia Church and Wellesley, quartiere gay di Toronto orgogliosamente posto di ritrovo per gay mescolato a imprese familiari di ogni genere, che si ritrova ora però sotto "attacco" da parte dei residenti che non amano la sua impronta marcatamente LGBT.

## Vita privata
David Benjamin Tomlinson si è dichiarato gay, aggiungendo di aver scoperto un po' alla volta, durante l'adolescenza, di eserlo e di aver avuto un calo di fiducia in seguito alla rivelazione sulla propria identità sessuale, e che ciò l'ha portato a comprendere anche di voler recitare, aggiungendo che è stato un momento difficile e il processo di coming out è fondamentale.

## Filmografia

### Attore

#### Cinema
- Miracle, regia di Gavin O'Connor (2004)
- Happy 16th Birthday Kevin, regia di Jen Markowitz - cortometraggio (2013)
- Halfsies, regia di Steven Burley - cortometraggio (2018)
- Are We, regia di Steven Burley - cortometraggio (2019)
- Three for the Road, regia di Steven Burley - cortometraggio (2020)
- Escape: A Ghost Story, regia di Robin Careless - cortometraggio (2021)
- Sanguine, regia di Robin Careless - cortometraggio (2023)

#### Televisione
- Queer as Folk - serie TV, episodio 1x20 (2001)
- G-Spot - serie TV, episodio 2x01 (2006)
- Beautiful People - serie TV, episodio 1x15 (2006)
- Angela's Eyes - serie TV, episodio 1x06 (2006)
- The Jon Dore Television Show - serie TV, episodio 1x11 (2008)
- Orphan Black - serie TV, episodio 2x04 (2014)
- The Writers' Block - serie TV, 20 episodi (2015-2018)
- Conviction - serie TV, episodio 1x02 (2016)
- Baroness Von Sketch Show - serie TV, episodi 2x07-4x10 (2017-2019)
- Star Trek: Discovery - serie TV, 33 episodi (2017-2024)
- Designated Survivor - serie TV, episodio 2x18 (2018)
- Star Trek: Short Treks - serie TV, episodio 1x03 (2018)
- Grand Army - serie TV, episodio 1x09 (2020)
- Star Trek: Strange New Worlds - serie TV, episodio 2x02 (2023)
- I misteri di Murdoch (Murdoch Mysteries) - serie TV, episodi 16x18-17x18 (2023-2024)

### Doppiatore
- Star Trek Logs - serie TV, episodio 1x06 (2020)

### Produttore
- The Writers' Block - serie TV, 10 episodi (2018)

### Sceneggiatore

#### Cinema
- Halfsies, regia di Steven Burley - cortometraggio (2018)
- Are We, regia di Steven Burley - cortometraggio (2019)
- Three for the Road, regia di Steven Burley - cortometraggio (2020)

#### Televisione
- The Writers' Block - serie TV, 19 episodi (2015-2018)

## Teatro (parziale)
- The Shakespeare Experiment, Bad Times Theatre, Toronto
- Gash, regia di Clinton Walker, Glad Day Bookshop, Toronto (2013)
- Blind Date, Centaur Theatre, Montreal (2016-2019)
- Fagnificent, The Cabaret, Toronto (2023)
- Greg’s Cookies, regia di Sky Gilbert, The Epochal Imp, Toronto (2023)

## Riconoscimenti
- Horrorhound Film Festival
  - 2023 - Miglior attore non protagonista di un cortometraggio per Escape: A Ghost Story
- HorrorOrigins Film Festival
  - 2022 - Candidatura al miglior cortometraggio per Escape: A Ghost Story
- Nevermore Film Festival
  - 2022 - Candidatura al miglior attore non protagonista per Escape: A Ghost Story
  - 2024 - Candidatura al miglior attore non protagonista per Sanguine